# Pföderl (Königsdorf)
Pföderl ist ein Ortsteil der Gemeinde Königsdorf im oberbayerischen Landkreis Bad Tölz-Wolfratshausen. Der Weiler liegt circa zweieinhalb Kilometer südlich von Königsdorf auf der Gemarkung Schönrain.

## Geschichte
Zum 1. Mai 1978 wurde die Gemeinde Schönrain im Landkreis Bad Tölz, zu der Pföderl bisher gehörte, aufgelöst. Die Orte Au, Brandl, Graben, Heigl, Höfen, Pföderl, Schönrain und Schwaighofen wurden nach Königsdorf eingegliedert, Bocksberg, Fletzen, Hohenbirken, Karpfsee, Letten, Mürnsee, Nantesbuch, Podling, Reindlschmiede und Unterkarpfsee nach Bad Heilbrunn. Bei der Volkszählung 1987 hatte der Weiler Pföderl 15 Einwohner in vier Gebäuden mit Wohnraum.

## Baudenkmäler
Siehe auch: Liste der Baudenkmäler in Pföderl
- Bauernhaus Pföderl 3